# 成田市立下総中学校
成田市立下総中学校（なりたしりつ しもふさちゅうがっこう）は、千葉県成田市名古屋にあった公立中学校。
平成29年4月より、義務教育学校「成田市立下総みどり学園」となっている。

## 概要
本校の学区は利根川南岸に広がる豊かな田園地帯と丘陵地帯から成り、多くの生徒は、自転車通学をしている。下総地区内の小学校、高等学校との連携を深めるために、小中高連絡推進協議会による職員間の連携や地域と連携した取り組みにより、児童生徒の健全な育成に地域全体で取りくめるように活動している。

## 沿革
- 1957年（昭和32年） - 創立。
- 2014年（平成26年） - 成田市立下総小学校（従前の滑河小学校、小御門小学校、名木小学校、高岡小学校を統合）と一体運営する小中一貫教育校となり、「下総みどり学園」と称する。
- 2017年（平成29年） - 小中一環教育校より義務教育学校「成田市立下総みどり学園」となった。

## 学区
下総小学校の学区を含む。
猿山、大菅、滑川、西大須賀、四谷、新川、名古屋、高倉、成井、地蔵原新田、青山、倉水、名木、冬父、中里、七沢、高岡、大和田、高、小野、小浮、野馬込、平川